# Sauloma
Sauloma là một chi rêu trong họ Hookeriaceae.